# Ascospirella lutea
Ascospirella lutea (Zukal) Houbraken, Frisvad & Samson – gatunek grzybów z rzędu Amylocorticiales. Mikroskopijny grzyb strzępkowy.

## Systematyka
Pozycja w klasyfikacji według Index Fungorum: Trichocomaceae, Eurotiales, Eurotiomycetidae, Eurotiomycetes, Pezizomycotina, Ascomycota, Fungi.
Po raz pierwszy opisał go w 1890 r. Hugo Zukal. nadając mu nazwę Penicillium luteum. W 2020 r. po przeprowadzeniu badań filogenetycznych Jos Houbraken, Jens Christian Frisvad i Robert Archibald Samson przenieśli go do nowoutworzonego rodzaju Ascospirella i innej rodziny i klasy. Rodzaj Ascospirella Houbraken, Frisvad & Samson 2020 jest taksonem monotypowym.
Synonimy:
- Gymnoascus luteus (Zukal) Sacc. 1895
- Penicillium luteum Zukal 1890
- Penicillium luteum var. lunzinense Svilv. 1941
- Penicillium luteum var. rubri-sclerotium Thom 1915
- Talaromyces luteus (Zukal) C.R. Benj. 1955
- Talaromyces luteus (Zukal) Stolk & Samson 1972

## Charakterystyka
Penicillus zwykle dwuokółkowy, ale występują także formy jednookółkowe i nieregularne. Askokarpy żółte do pomarańczowych, askospory z 3–5 wyraźnymi, poprzecznymi lub spiralnymi grzbietami lub prążkami.
Ascospirella lutea filogenetycznie najbardziej spokrewniona jest z Thermomyces, do którego należą grzyby termofilne, jedyny gatunek rodzaju Ascospirella jest mezofilem. Ascospirella odróżnia się od Thermomyces także konidioforami podobnymi do Penicillium i askokarpami o barwie od żółtej do pomarańczowej. Charakterystyczną cechą tych askospor są wyraźne, poprzeczne lub spiralne grzbiety. Podobnie ornamentowane askospory wytwarzają również Trichocoma paradoxa i Talaromyces udagawae, ale Ascospirella łatwo wytwarza askospory na podłożach agarowych (np. OA, MEA), podczas gdy gatunki z rodzaju Trichocoma tworzą je tylko na naturalnym podłożu. Askospory Ascospirella lutea od askospor Talaromyces udagawae odróżniają się rozmiarem i ornamentacją.
Grzyb glebowy, w Polsce (pod nazwą Penicillium luteum) został wyizolowany z gleby i na korzeniach grabu pospolitego, jęczmienia, groszku siewnego, dębu szypułkowego, pszenicy zwyczajnej, żyta zwyczajnego, kukurydzy.